# Torsten (Schiff)
Die Torsten ist das Typschiff eines vielseitigen Mehrzweckschleppers. Der als NavTug®FlatTop bezeichnete Schiffstyp ist als Ankerziehschlepper und für Arbeiten an Offshorebauwerken konzipiert und zeichnet sich durch ein freies Arbeitsdeck mit Schiffskran sowie einen geringen Tiefgang aus.

## Geschichte
Der Mehrzweckschlepper wurde vom Ingenieurbüro NavConsult AWSS der Schramm Group entwickelt. Dabei wurden die gesammelten Erfahrungen bei der Assistenz von Kabellegern genutzt und geforderte Kriterien der BG Verkehr in den Entwurf eingearbeitet, um den Neubau auch unter deutscher Flagge einsetzen zu können. Das Schiff wurde 2010 bei der Sanmar Shipyard in der Provinz Istanbul in Auftrag gegeben und im März 2012 übernommen.

## Schiffsbeschreibung
Der Mehrzweckschlepper wurde für 20 Tage Einsatz mit einer 6-köpfigen Besatzung ausgelegt. Der Wohnbereich befindet sich unterhalb des Hauptdecks und die Messe im Decksaufbau. Das Arbeitsdeck verfügt über diverse Aufnahmevorrichtungen für Container, die je nach Arbeitsauftrag an Bord genommen werden können. Vier Trimmtanks dienen zum Ausgleich vom Trimm und Krängung. 
Der Mehrzweckschlepper hat einen dieselmechanischen Antrieb, bestehend aus zwei Caterpillar-Hauptmotoren vom Typ 3512B mit jeweils 1425 kW, die über Wendegetriebe auf die Festpropeller mit 4 Flügel wirken. Der Pfahlzug beträgt 50 tbp. Zwei Hilfs-Dieselmotoren mit jeweils 245 kW Nennleistung treiben auf der einen Seite Generatoren mit 96 kW Nennleistung an und versorgen das Bordnetz. Auf der anderen Seite werden Hydraulikpumpen angetrieben, die im Nennbetrieb 120 kW benötigen für den Betrieb diverser Seilwinden, den Schiffskran und die Querstrahlsteueranlage.